# Punto Draper
El punto [de] Draper es la temperatura aproximada por encima de la cual casi todos los materiales sólidos brillan en forma visible producto de la radiación de cuerpo negro. En 1847 John William Draper determinó que dicha temperatura era de 798 K (525˚ C o 977˚ F).
Los cuerpos que se encuentran a temperaturas apenas por debajo del punto Draper irradian principalmente en la banda del infrarrojo y a longitudes de onda más largas, y por lo tanto su emisión en el rango visible es ínfima. Se puede calcular el valor del punto Draper utilizando la ley de desplazamiento de Wien: la frecuencia máxima {\displaystyle \nu _{pico}} (en hertz) emitida por un cuerpo negro se relaciona con la temperatura de acuerdo con la siguiente expresión:
| Símbolo                     | Nombre                 | Unidad |
| --------------------------- | ---------------------- | ------ |
| {\displaystyle \nu _{pico}} | Frecuencia máxima      | Hz     |
| {\displaystyle k}           | Constante de Boltzmann |        |
| {\displaystyle h}           | Constante de Planck    |        |
| {\displaystyle T}           | Temperatura            | K      |

Sustituyendo el punto de Draper en esta ecuación se obtiene una frecuencia de 46.9 terahertz—que corresponde al infrarrojo, y es en gran parte invisible excepto por un rojo apagado, con una intensidad que es apenas una fracción de la intensidad pico, que es visible al ojo humano.